# اسکات آدامز (طراح بازی)
اسکات آدامز (انگلیسی: Scott Adams؛ زادهٔ ۱۰ ژوئیهٔ ۱۹۵۲) یک کارآفرین، برنامه‌نویس رایانه و طراح بازی‌های ویدئویی آمریکایی است. او به همراه همسرش الکسیس، شرکت ادونچر اینترنشنال را در سال ۱۹۷۹ تأسیس کرد. این شرکت بازی‌های ویدیویی را برای رایانه‌های خانگی توسعه و منتشر کرد. محصولات اساسی ادونچر اینترنشنال در سال‌های اولیه، مجموعه ادونچر از داستان‌های ماجراجویی متنی نوشته شده توسط آدامز بودند.

## شرکت ادونچر اینترنشنال

### اسکات آدامز در سال ۱۹۸۲
آدامز که در میامی، فلوریدا متولد شده بود، در خانه به یک رایانه پیشرفته ۱۶ بیتی که توسط برادرش ریچارد آدامز ساخته شده بود، دسترسی داشت که به او امکان برنامه‌نویسی بازی رایانه‌ای در اوقات فراغت را می‌داد. آدامز در سال ۱۹۷۵ یک بازی اکشن گرافیکی مشابه اسپیس‌وار روی این سیستم نوشت.

## زندگی شخصی
آدامز در سال ۱۹۷۷ با ایرن الکساندرا شلوسبرگ معروف به الکسیس شلوسبرگ آشنا شد و پس از مدت کوتاهی  ازدواج کردند. در حالی که در ابتدا، همسرش فقط وسواس او به کامپیوتر را چیزی می‌دانست که مانع از گذراندن وقت بیشتر با هم می‌شد، الکسیس آدامز در زمان بارداری فرزند اولشان، پتانسیل تجاری بازی‌های ماجراجویی رایانه شخصی را دید و آنها شرکت خود را به عنوان بنیانگذاران مشترک راه‌اندازی کردند. آدامز توضیح می‌دهد که چگونه همسرش به عنوان معاون رئیس و مدیر کل شرکت ادونچر اینترنشنال «بیشتر امور تجاری را اداره می‌کند» و اینکه او «از همان ابتدا در همه جنبه‌ها... از نزدیک درگیر بوده است».